# Hack Simpson
Charles Harold „Hack“ Simpson (* 7. Dezember 1909 in Winnipeg, Manitoba; † März 1978 in Montréal, Québec) war ein kanadischer Eishockeyspieler. Bei den Olympischen Winterspielen 1932 gewann er als Mitglied der kanadischen Nationalmannschaft die Goldmedaille.

## Karriere
Hack Simpson begann seine Karriere als Eishockeyspieler bei den Winnipeg Pilgrims, für die er von 1927 bis 1929 in der Winnipeg Junior Hockey League aktiv war. In der Saison 1929/30 spielte er für die Juniorenmannschaft der University of Manitoba. In der Saison 1930/31 gewann er mit dem Winnipeg Hockey Club den Allan Cup, den kanadischen Amateurmeistertitel. Bei den Winterspielen 1932 vertrat er Kanada mit dem Winnipeg Hockey Club. Im Anschluss an das Turnier spielte er unter anderem für die Windsor Bulldogs aus der International Hockey League sowie die Castors de Québec aus der Canadian-American Hockey League. Zuletzt lief er in 14 Spielen für die Montreal Royals aus der Quebec Senior Hockey League auf. Im Jahr 2004 wurde er in die Manitoba Sports Hall of Fame aufgenommen.

### International
Für Kanada nahm Simpson an den Olympischen Winterspielen 1932 in Lake Placid teil, bei denen er mit seiner Mannschaft die Goldmedaille gewann.

## Erfolge und Auszeichnungen
- 1931 Allan-Cup-Gewinn mit dem Winnipeg Hockey Club
- 1932 Goldmedaille bei den Olympischen Winterspielen
- 2004 Manitoba Sports Hall of Fame